# Werner Beierwaltes

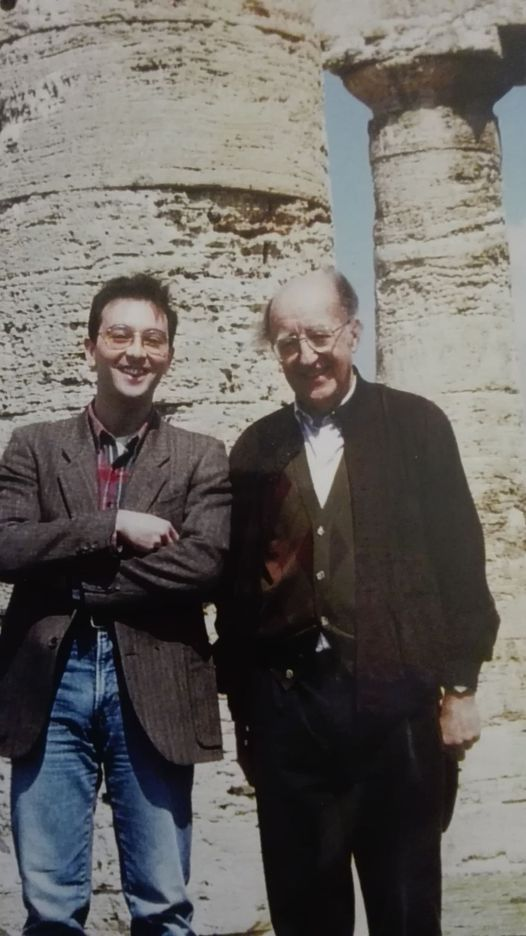
Werner Beierwaltes al Tempio di Segesta (con Giuseppe Girgenti), 1 maggio 1995

Werner Beierwaltes (Klingenberg am Main, 8 maggio 1931 – Wuerzburg, 22 febbraio 2019) è stato un filosofo tedesco la cui ricerca si concentra principalmente sugli autori del neoplatonismo e dell'idealismo tedesco.

## Biografia e carriera
Nato nel 1931 a Klingenberg am Main, frequenta la scuola secondaria e dal 1947 il Ginnasio umanistico Miltenberg. Si è laureato nel 1950 seguendo l'insegnamento impartito dal vescovo Anton Schlembach, e dai professori Rudolf Hasenstab, Lothar Katzenberger e Klaus Hattemer.
Durante la sua vita studentesca si è interessato a musica, letteratura greca e filosofia. Berthold Buehrer, cantore e organista presso l'Abbazia di Amorbach, Buxtehude e Pachelbel gli hanno insegnato a suonare l'organo, in particolare la musica per organo di Bach. Studiò filosofia e filologia grazie al forte impulso dato dai suoi maestri, Franz Wamser e Karl Pfändtner. Durante l'inverno del 1950, portò queste discipline al centro dei suoi studi condotti presso l'Università Ludwig-Maximilians di Monaco di Baviera con Romano Guardini, Alois Dempf, Deku, Enrico e Federico Klingner, studi iniziati nel 1957 durante il dottorato in filosofia.
Dopo due anni di insegnamento nelle scuole secondarie del Max-Gymnasium di Monaco e del Hans Carossa Gymnasium Landshut Beierwaltes, accettò l'offerta di Rudolf Berlinger per una posizione di assistente presso l'Università Julius-Maximilians di Würzburg. Nel 1963, dopo la tesi di abilitazione su Proclo, lavora ad un commento dettagliato su Plotino, Enneade III, 7, con un'analisi della metodologia filologica ed interpretazione filosofica dei modelli di pensiero collegati al neoplatonismo.
Nel 1969 accettò una cattedra presso l'Università di Münster (Vestfalia), nel 1974 presso l'Università Albertina di Friburgo e nel 1982 alla Università Ludwig Maximilian di Monaco di Baviera, dove lavorò fino al suo pensionamento, nel 1996, come professore di filosofia.

## Studi e ricerche
Beierwaltes ha condotto ricerche nell'ambito dell'ontologia, della metafisica, e della loro storia. In particolare su Platone, Plotino, Proclo e la loro influenza storica nel Medioevo, nell'idealismo tedesco (Schelling, Hegel) e nel presente. I suoi lavori sono stati tradotti e importati in Italia da Giovanni Reale e dalla sua scuola di Milano (Maria Luisa Gatti, Nicoletta Scotti, Giuseppe Girgenti, Alessandro Trotta).

## Attività e collaborazioni
- Membro a pieno titolo dell'Accademia delle Scienze bavarese (dal 1986);
- Presidente della Commissione su N. Cusano - Accademia delle Scienze di Heidelberg;
- Membro della Royal Irish Academy (Dublin);
- Ha collaborazioni di studio e ricerca con vari istituti filosofici pubblici e privati, in Italia, Spagna, Francia, Inghilterra, Belgio, Irlanda, Repubblica Ceca, Serbia, Croazia, Canada, USA, Giappone;
- Fa parte del comitato editoriale e di redazione delle seguenti riviste:
  - International Journal of Philosophical Studies (Dublino);
  - Dionigi (Halifax, Nova Scotia);
  - Quaestio. Annuario di Storia della Metafisica (Bari);
  - Anuario Filosofico (Universidad de Navarra).

## Premi
- 1991: Premio Kuno-Fischer dell'Università di Heidelberg;
- 1993: Premio Reuchlin della città di Pforzheim;

## Principali Opere
- PROKLOS. Grundzüge seiner Metaphysik, Frankfurt 1965, 2. erweiterte Auflage 1979, ISBN 978-3-465-01353-2. [It: PROCLO. Principi di Metafisica]
- PLOTIN. Über Ewigkeit und Zeit (Enneade III 7), übersetzt,  [eingeleitet und kommentiert von Werner Beierwaltes, Frankfurt 1967, 4., ergänzte Auflage 1995, ISBN 978-3-465-02855-0. [It : PLOTINO. A proposito di Eternità e Tempo (Enneade III 7) - Introdotto e commentato da Werner Beierwaltes]
- Platonismus und Idealismus, Frankfurt 1972, 2. , durchges. und erw. Auflage 2004, ISBN 978-3-465-03359-2 [It :  Platonismo e Idealismo]
- Identität und Differenz, Frankfurt 1980, ISBN 978-3-465-01346-4
- Denken des Einen. Studien zur neuplatonischen Philosophie und ihrer Wirkungsgeschichte, Frankfurt 1985, ISBN 978-3-465-01637-3
- Selbsterkenntnis und Erfahrung der Einheit. Plotins Enneade V 3. Text, Übersetzung, Interpretation, Erläuterung, Frankfurt 1991, ISBN 978-3-465-02519-1
- ERIUGENA. Grundzüge seines Denkens, Frankfurt 1994, ISBN 978-3-465-02653-2
- Heideggers Rückgang zu den Griechen, München 1995, ISBN 3-7696-1578-6
- Der verborgene Gott. Cusanus und Dionysius, Trier 1997, ISBN 3-7902-1473-6
- Platonismus im Christentum, Frankfurt 1998, 2., korrigierte Auflage 2001, ISBN 978-3-465-03135-2
  - Rezension: Loris Sturlese in FAZ, 3. November 1998
- Das wahre Selbst. Studien zu Plotins Begriff des Geistes und des Einen, Frankfurt 2001, ISBN 978-3-465-03122-2
- Procliana. Spätantikes Denken und seine Spuren, Frankfurt 2007, ISBN 978-3-465-03513-8

## Singoli documenti
- Bernhard Oswald (Hrsg.): Lebenswege. Miltenberger Abiturienten 1950, Miltenberg 2007, ISBN 978-3-00-020445-6